# Biblioteca statale Antonio Baldini
La Biblioteca statale Antonio Baldini è una biblioteca di Roma, con sede in via di Villa Sacchetti 5 nel quartiere Parioli. Si tratta di una biblioteca pubblica statale, afferente al servizio bibliotecario nazionale.

## Storia
La biblioteca fu istituita nel 1962 dall'"Ente nazionale biblioteche popolari e scolastiche", e realizzata secondo i più avanzati criteri di biblioteconomia dei tempi. Già subito dopo la sua istituzione si distingueva per modernità, funzionalità e aggiornamento delle raccolte. Nel 1977, dopo la soppressione dell'Ente, fu acquisita dallo Stato e destinata al neo-istituito Ministero per i beni e le attività culturali, assumendo tra l'altro l'attuale intitolazione ad Antonio Baldini, scrittore e critico letterario.
Fin dai suoi inizi la biblioteca Baldini si è istituzionalmente posta come obiettivo prioritario la "amichevolezza" nei confronti dell'utenza, in tempi in cui questa non era avvertita come un valore essenziale a un servizio di biblioteca. Sempre in quest'ottica furono adottate da subito alcune soluzioni biblioteconomiche, come la disposizione delle raccolte librarie a scaffale aperto e secondo la classificazione decimale Dewey, ossia per argomento trattato, al fine di agevolare al massimo il lettore nella ricerca e nella fruizione e consentirgli di reperire anche titoli di cui non conosca previamente l'esistenza.
Nonostante gli spazi al pubblico siano ubicati in posizione leggermente ribassata rispetto alla prospiciente via di villa Sacchetti, grazie alle ampie vetrate venivano garantite inoltre la luminosità e l'ariosità delle sale, consentite anche dall'ubicazione favorevole nel verde del quartiere romano dei Parioli e dalla modernità della struttura architettonica. Fino agli anni 1980 l'arredo delle sale di lettura comprendeva persino degli angoli-salotto con tavoli bassi e poltrone, caratteristica cui si è dovuto rinunciare col tempo, al fine di aumentare i posti disponibili.
Questa "amichevolezza" della struttura e l'importanza della biblioteca per il quartiere hanno determinato statistiche di notevole frequenza, con presenze medie giornaliere di 150 persone e picchi di presenze mensili attorno ai 5000 utenti. Per questo motivo è stato necessario regolamentare l'ingresso e gestire l'utenza con sistemi automatizzati (dall'agosto del 2012 viene utilizzato il sistema Ermes di proprietà della Biblioteca nazionale centrale di Roma).

## L'edificio
L'edificio fu progettato dall'architetto Fabrizio Bruno.

## Il patrimonio
La raccolta iniziale costituita dall'Ente Nazionale Biblioteche Popolari e Scolastiche costituisce un nucleo assai significativo nell'ambito dell'intero patrimonio. Comprende testi di base, classici di narrativa e di saggistica indispensabili per una biblioteca di cultura generale. Nel corso degli anni le acquisizioni sono state effettuate nell'ottica di creare un centro di informazione e approfondimento per gli studi universitari e una biblioteca di pubblica lettura al servizio di un ampio bacino di utenza, che storicamente si concentra nel quartiere Parioli e nell'area di Roma Nord. La biblioteca quindi, nel rispetto dei propri fini istituzionali, aggiorna e sviluppa le varie sezioni, cercando di rappresentare ad un buon livello qualitativo l'editoria corrente. Si cerca, inoltre, di esaudire i desiderata degli utenti per quanto riguarda soprattutto l'aggiornamento della manualistica universitaria.
Nel corso degli anni sono state acquisite anche biblioteche private appartenute a eminenti personaggi della cultura. Tra le acquisizioni più significative si segnalano la biblioteca e l'archivio del giornalista e scrittore Paolo Monelli, con annesso fondo fotografico, l'archivio dell'associazione Teatro club, anch'esso con la sua preziosa fototeca, la biblioteca e l'archivio del giornalista e scrittore Gian Gaspare Napolitano.
La biblioteca possiede inoltre il Fondo "Biblioteca Internazionale del fanciullo" (BIF) comprendente oltre 4500 volumi di letteratura per l'infanzia, quasi tutti illustrati, provenienti da 59 paesi di tutto il mondo, in più di 40 lingue. Il fondo è prezioso anche per la sua eterogeneità geografica e linguistica, dato questo che si è certo in grado di apprezzare in modo particolare oggi, in un'epoca votata alla internazionalizzazione e alla multiculturalità. Proprio in considerazione della particolarità dei volumi, quasi tutti riccamente illustrati, si è proceduto, oltre che alla catalogazione, anche alla loro digitalizzazione: al momento sono stati sottoposti a scansione digitale 2035 volumi, appartenenti a 19 sezioni del Fondo: Italia, Bulgaria, Cecoslovacchia, Francia, Germania, Gran Bretagna, Polonia, Spagna, Argentina, Bolivia, Canada, Cile, Colombia, Cuba, Messico, Perù, Stati Uniti, Australia e India.
La biblioteca dispone di 92 posti a sedere, oltre a sei postazioni informatiche, e acquisisce in formato digitale otto quotidiani nazionali (consultazione su appuntamento). Circa 60 sono i periodici in abbonamento, esposti nella sala emeroteca al piano terra.

## L'organizzazione degli spazi e delle raccolte
L'area di accoglienza, le sale di studio e lettura, l'emeroteca e la sala informatica occupano l'intero piano terra dello stabile. Al piano inferiore sono ubicati i depositi librari. Al primo piano sono ubicati la direzione e gli uffici.